# 弗朗辛·约克
弗朗辛·约克 (英語：Francine York, 1936年8月26日—2017年1月6日) 是一位美国电影和电视女演员。

## 生平
弗朗辛·约克1936年出生在美国明尼苏达州，最为熟知的电视是ABC剧集《蝙蝠侠》第一季中饰演的大反派书虫的情妇，而电影则是马龙·白兰度主演的《枕边故事》（1964年）和猫王主演的《乐不可支》（1965年）。
弗朗辛·约克终身未嫁，她有次说道：“像灰姑娘一样，我总是希望嫁给帅气的王子...但是他们不会制造10号水晶鞋！”
2017年1月6日，她在加利福尼亚州因癌症逝世，享年80岁。

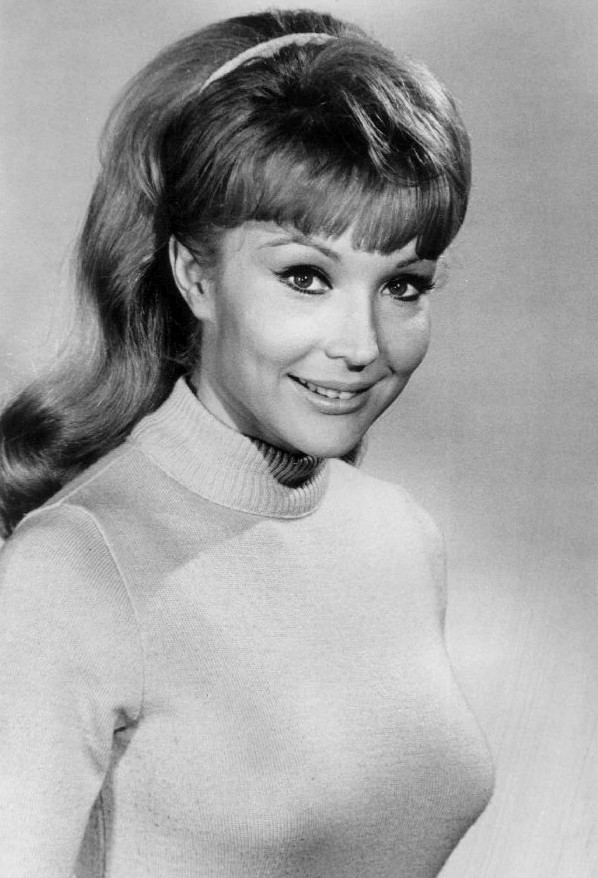
在电视剧It Takes a Thief (1968)中的角色